# Scopula irrubescens
Scopula irrubescens là một loài bướm đêm trong họ Geometridae.